# بنفسج أدرياتيكي
بنفسج أدرياتيكي (الاسم العلمي:Viola adriatica) هو نوع هجين من النباتات يتبع جنس البنفسج من فصيلة البنفسجية.